# Where Did Our Love Go
Where Did Our Love Go ist der Titel des ersten Millionensellers der Supremes aus dem Jahr 1964.

## Entstehung
Brian Holland, Bruder Eddie Holland und Lamont Dozier – in der Musikindustrie bekannt als „HDH“ – konnten bis 1964 nur wenige erfolgreiche Kompositionen vorweisen. Ihre erste gemeinsame Komposition war im Februar 1963 Come and get These Memories für das Mädchen-Trio Martha & the Vandellas. Die Supremes, ebenfalls ein Mädchentrio, hatten bereits seit Oktober 1960 insgesamt 7 erfolglose Singles herausgebracht, bevor sie von HDH When the Lovelight Starts Shining Through His Eyes übernahmen, das am 31. Oktober 1963 auf den Markt kam. Immerhin landete der Song auf Rang 23 der Pop-Hitparade. HDH schrieben danach Anfang 1964 den Titel Where Did Our Love Go und boten ihn zunächst den Marvelettes an, doch die Gruppe lehnte ihn nach der Aufnahme ab.
Ende März 1964 trat Eddie Holland mit dem Wunsch an die Supremes heran, Where Did Our Love Go aufzunehmen. Die bislang erfolglosen Supremes (beim Plattenlabel spöttisch „no-hit Supremes“ genannt) konnten sich eine Ablehnung nach 8 fehlgeschlagenen Singles nicht leisten und nahmen ihn widerwillig am 8. April 1964 auf. Texter Eddie Holland musste die unsicheren Sängerinnen überreden: „Vertraut uns, es wird ein Hit.“ Er wollte eigentlich Mary Wilson singen lassen, doch Plattenboss Berry Gordy jr. erkor Diana Ross zur Leadsängerin, weil sie die kommerziellere Stimme habe. Da die Leadstimme für die Leadsängerin der Marvelettes komponiert wurde, musste sie für Diana Ross eine Tonart höher arrangiert werden. Die komplexer geplanten Gegenstimmen-Harmonien wurden auf „baby-baby“ reduziert. Begleitet werden die Supremes von den Funk Brothers, wobei die Rimshot-Technik des Schlagzeugers fast ganz ohne die sonst üblichen Trommelwirbel auskommt. Als Bassgitarrist fungierte Antonio „Tony“ Newton, das Baritonsaxophon des Instrumentalteils wird von Andrew „Mike“ Terry gespielt. Die Produzenten Brian Holland und Lamont Dozier integrierten Sound-Effekte, und zwar ein lautes Fußstampfen (von Mike Valvano) und Händeklatschen.

## Veröffentlichung und Erfolg

Supremes - Where Did Our Love Go

Die Single Where Did Our Love Go / He Means the World to Me (Motown 1060) kam am 17. Juni 1964 auf den Markt, blieb ab 22. August 1964 für 2 Wochen auf dem ersten Platz der Pop-Hitparade und für ebenfalls 2 Wochen an erster Stelle in den Rhythm-&-Blues-Charts. Sie verkaufte 2,72 Millionen Exemplare und war der erste von 13 Tophits für das Mädchentrio. Damit gehört der Titel zu den erfolgreichen Crossover-Hits jener Zeit. Die kindhaft-repetitiven Passagen, begrenzte Melodie und wenig Dynamik waren perfekt für einen Erfolgstitel jener Zeit. Der Song war textlich und vom Sound das Modell für weitere Supremes-Hits mit ähnlichem Muster und Grundlage des Motown-Sounds mit Rimshot-Technik, tragendem Bass, Call-and-Response-Gesängen und einem Saxophon-Part im Instrumentalteil.

## Coverversionen und Auszeichnungen
Where Did Our Love Go ist – wie ein Großteil des Motown-Sounds – nur schwer reproduzierbar. Das könnte die Erklärung dafür sein, dass der Titel lediglich 29 Mal gecovert worden ist. Erfolgreichste Coverversion ist die in Falsett gesungene Fassung von Donnie Elbert, die dem Motown-Sound nahekommt. Nach Veröffentlichung im Oktober 1971 gelangte sie bis auf Rang 6 der US-Rhythm & Blues-Charts.
Von den Supremes stammt auch eine deutsche Fassung unter dem Titel Baby, Baby, wo ist unsere Liebe (B-Seite von Moonlight and Kisses CBS 1719; 1965), doch zog der Plattenmarkt ihre Originalversion vor und notierte sie nach Veröffentlichung im November 1964 auf Rang 16 der deutschen Hitparade. Die deutsche Fassung greift auf die Musik- und Rhythmusspur des Originals zurück, der deutsche Text wurde von Peter Puma verfasst. Das Original erhielt einen BMI-Award.
Weitere Coverversionen stammen u. a. von der J. Geils Band sowie von Soft Cell. Deren Maxi-Version von Tainted Love aus dem Jahr 1981 geht in das Cover der B-Seite Where Did Our Love Go über.